# The Rutland Chronicles
The Rutland Chronicles is een studioalbum van de Britse muziekgroep Yak. In navolging van het bescheiden succes van Dark Side of the Duck en het jamalbum Does Your Yak Bite? ging Yak opnieuw muziek spelen en opnemen, opnieuw in een jamsessie. Deze poging leidde tot hun definitieve album The Journey of the Yak. De muziek klinkt grof gemonteerd, zoals het een jamsessie betaamt. Het is opgenomen in een huis in Rutland, waarbij van buren geen sprake was, zo afgelegen was het, aldus leider Morgan.

## Musici
- Robin Hodder – gitaar, Binsen Echorec
- John Wynn – drums
- Max Johnson – basgitaar, zang
- Martin Morgan – toetsinstrumenten
- Nick Kingham – djembé

## Tracklist
| Nr. | Titel                                         | Duur |
| --- | --------------------------------------------- | ---- |
| 1.  | Portal Honey                                  |      |
| 2.  | Bastante L/S                                  |      |
| 3.  | Dearly Departed Part 2                        |      |
| 4.  | This Moon Was Clinically Depressed            |      |
| 5.  | Yak’s Bolero                                  |      |
| 6.  | Latin Eight                                   |      |
| 7.  | Why Slimey                                    |      |
| 8.  | Misty Mountains                               |      |
| 9.  | Intro to Zea’s Song                           |      |
| 10. | Lady Solitude                                 |      |
| 11. | Good Evening and Tonight’s Spot Prize will be |      |
| 12. | Sleazy Dealer                                 |      |
| 13. | Rif Riff take 2                               |      |